# María Mercedes Ortoll
María Mercedes Ortoll (n. en Islas Canarias), fue una popular escritora española de más de 70 novelas rosas entre 1930 y 1963.

## Biografía
María de las Mercedes Ortoll Vintró nació en las Islas Canarias, España. Casada con el pintor y militar Antonio Galindo Casellas (f. 1992), a quien acompañó a lo largo de sus destinos en Ceuta, Gran Canaria o Cáceres. Colaboradores de obras benéficas y culturales, en 1966 fueron nombrados miembros de la Academia Cultural y Social de París.

### Novelas
- Deuda de honor	(1930)
- Rescatado por amor	(1930)
- Ambiciones de muchacha	(1931)
- Él y ella	(1931)
- Corazones orgullosos	(1932)
- Destinos del corazón	(1932)
- Toda una vida	(1932)
- Las puertas de la felicidad	(1933)
- Ráfagas del pasado	(1933)
- Infortunio	(1934)
- Tragedias del hogar	(1934)
- El legado de la tía	(1935)
- Muchachita	(1935)
- Nostalgia canaria	(1935)
- Por la misma senda	(1935)
- Cómo triunfa el amor	(1936)
- Entre el amor y la fortuna	(1936)
- Almas generosas	(1937)
- Vidas opuestas	(1937)
- Esclavas del gran mundo	(1938)
- Juventud Dorada	(1939)
- En pos de la ilusión	(1940)
- Nuevos horizontes	(1940)
- La casa de los Guzmanes	(1941)
- ¡Ella es así!	(1942)
- Apuesta de amor	(1942)
- Asilo de huérfanas	(1942)
- Cátedra en verano	(1942)
- Ambiente de familia	(1943)
- Aquel beso	(1943)
- Desdichada por bonita	(1943)
- Maniquí	(1943)
- Pitsi	(1943)
- Cadena de sorpresas	(1945)
- La novia de América	(1945)
- El secreto de Catalina	(1946)
- Mandato del destino	(1946)
- Segundo plano	(1946)
- Trance apurado	(1947)
- Manila Miranda	(1948)
- Castillo de plata	(1949)
- El alegre bohemio	(1949)
- Por el otro camino	(1949)
- Una mujer importante	(1949)
- El amor no es un negocio	(1950)
- Isla Kavana	(1950)
- Jugando a millonaria	(1950)
- Verónica	(1950)
- Cumbre nevada	(1951)
- Barrera infranqueable	(1952)
- Llegaré mañana	(1952)
- Tercera ilusión	(1952)
- El hombre de su destino	(1953)
- El pecado de Lida Verona	(1953)
- Sendas erróneas	(1953)
- Así te quiero	(1954)
- Gente bien	(1954)
- Querido Land	(1954)
- As de trébol	(1955)
- Pesadilla	(1955)
- Dina Maris	(1956)
- Presentimiento	(1956)
- Un mundo en el infierno	(1956)
- Volvemos a casa	(1956)
- Ha quedado un rescoldo	(1957)
- Un secreto en cada vida	(1957)
- ¡A ver qué pasa!	(1958)
- Adriana	(1958)
- Ella no era Elisa	(1958)
- Siempre amanece de nuevo	(1958)
- Estaré siempre contigo	(1959)
- Historia de un hombre	(1959)
- Todos se han ido	(1961)
- Cartas del Sahara	(1963)

### Argumento de película
- Estaba escrito…	(1939)

## Crítica
- Núñez Puente, Sonia. "La novela rosa como mascarada de la muerte de lo social: Concha Linares Becerra y María Mercedes Ortoll".- En: Asparkia: investigació feminista, n. 19 (2008), p. 105-122, ISSN 1132-8231

- Datos: Q23019039